# Yoldia
Yoldia is een geslacht van tweekleppigen uit de familie van de Yoldiidae.

## Soorten
- Yoldia amygdalea Valenciennes, 1846
- Yoldia aurata Lan & Lee, 2001
- Yoldia bartschi Scarlato, 1981
- Yoldia callista Bush, 1893
- Yoldia cooperii Gabb, 1865
- Yoldia eightsii (Jay, 1839)
- Yoldia glauca Kuroda & Habe in Habe, 1961
- Yoldia hyperborea (Gould, 1841)
- Yoldia kikuchii Kuroda, 1929
- Yoldia lata (Hinds, 1843)
- Yoldia limatula (Say, 1831)
- Yoldia micrometrica Seguenza G., 1877
- Yoldia minima Seguenza G., 1877
- Yoldia myalis (Couthouy, 1838)
- Yoldia notabilis Yokoyama, 1922
- Yoldia pseudonotabilis Scarlato, 1981
- Yoldia pygmaea (Muenster, 1835)
- Yoldia sapotilla (Gould, 1841)
- Yoldia seminuda Dall, 1871
- Yoldia similis Kuroda & Habe in Habe, 1961
- Yoldia toporoki Scarlato, 1981